# Elizabeth Gunn

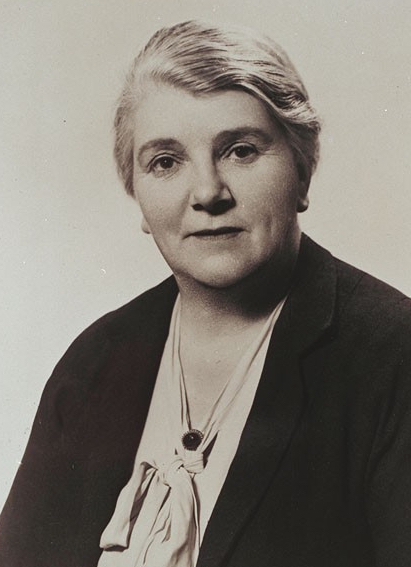
Elizabeth Catherine Gunn
(1939)

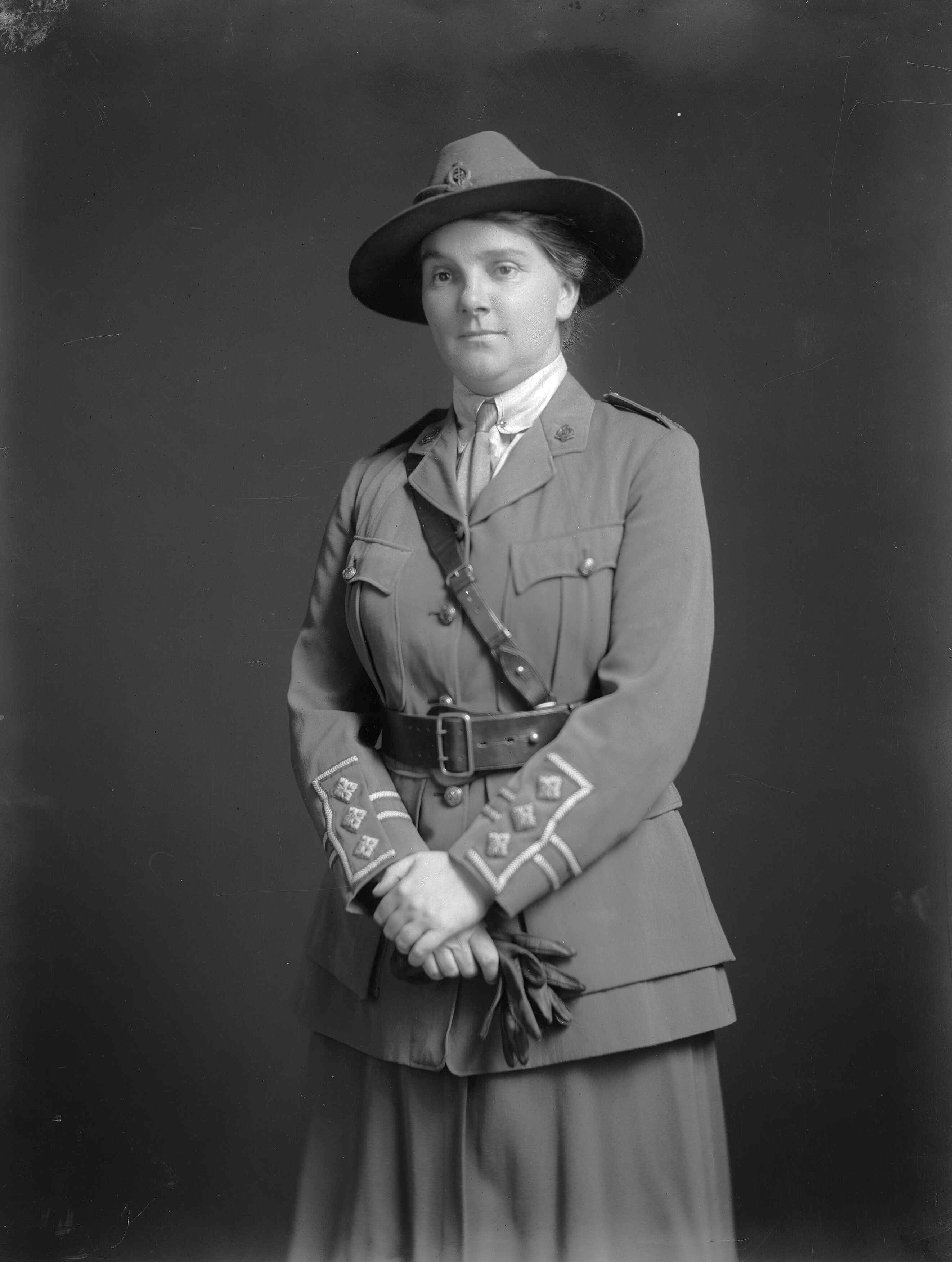
Captain Elizabeth Catherine Gunn
(1917)

Elizabeth Catherine Gunn, MBE (* 23. Mai 1879 in Dunedin, Region Otago, Neuseeland; † 26. Oktober 1963 in Wellington, Neuseeland) war eine neuseeländische Schul- und Militärärztin, Gründerin eines Gesundheitslagers und Verwalterin des öffentlichen Gesundheitswesens.

## Frühes Leben
Elizabeth Catherine Gunn wurde am 23. Mai 1879 als Tochter und siebtes von elf Kindern der Eheleute Elizabeth Jane Melton und dem Eisenwarenhändler William Gunn in Dunedin in der Region Otago geboren. Ihr Vater wurde später Chemiker und danach Arzt für Zahnmedizin. Elizabeth besuchte nach ihrer Grundschulzeit die Timaru Girls’ High School in Timaru und danach die Otago Girls’ High School in Dunedin.

## Ausbildung zur Ärztin
In Dunedin begann sie auch ein Studium der Medizin an der University of Otago und setzte dies an der University of Edinburgh in Schottland fort, wo sie 1903 mit einem Abschluss promovierte. Anschließend ging sie nach Dublin, um dort an der University of Dublin noch ein Aufbaustudium in Geburtshilfe anzufügen.

## Zurück in Neuseeland
Ab dem Jahr 1908 war Elizabeth als Allgemeinmedizinerin in Wellington tätig, musste aber in der Zeit um ihren Lebensunterhalt kämpfen und war bei anderen Ärztinnen wegen ihrer lauten und direkten Art nicht besonders beliebt. 1912 meldete sie sich dann für den neu gegründeten schulärztlichen Dienst, der zunächst dem Bildungsministerium und dann ab 1921 dem Gesundheitsministerium unterstellt war, an und war schließlich ab März 1913 von Wellington aus tätig.

## Militärdienst
1915 meldete sie sich zum Militärdienst und verrichtete bis 1917 als Hauptmann (Captain) im Royal New Zealand Army Medical Corps ihren Dienst. Zu dieser Zeit war man im Verteidigungsministerium nicht besonders bereit, Ärztinnen in ihren Reihen zu haben. Aber ihre persönliche Intervention beim Premierminister William Ferguson Massey half bei den Verantwortlichen etwas nach, sie zu akzeptieren. Sie wurde in das Sanitätskorps aufgenommen und als sie die Verwaltung und Kontrolle der Soldatenpatienten im Masernkrankenhaus von Trentham in Upper Hutt erheblich verbessert hatte, wurde im März 1916 sie mit der Abkommandierung auf dem Truppenschiff Tahiti nach Ägypten belohnt.
Das Land in Ägypten hatte sie nie betreten, da das Schiff sich umgehend auf die Reise zurück nach Neuseeland machte und Elizabeth im Juni 1916 wieder in das Lager nach Trentham beordert wurde. Die Belastungen, die sie erfahren hatte, führten dann zu einer Lungenentzündung und zu einer Hirnhautentzündung. Auch eine rheumatisches Leiden kam hinzu.

## Großbritannien
Elizabeth erhielt einen längeren Urlaub und reiste 1917 nach Großbritannien. Dort besuchte sie Schulen und Kinderfürsorgeeinrichtungen und kehrte im Januar 1918 zurück. Sie hatte auf ihrer Reise gelernt, welche Auswirkungen Unterernährung bei Schulkindern haben kann.

## Zurück in Neuseeland
Als Elizabeth wieder in den schulärztlichen Dienst eintrat, wurde sie nach Wanganui versetzt, von wo aus sie ihre Aufgaben bis nach Taumarunui und in den Manawatu District führten. Als Ärztin war Elizabeth bei ihren Besuchen in den Schulen gefürchtet, denn mit ihrem militärischen Auftreten und ihren teilweise unkonventionellen Behandlungsmethoden machte sie sich nicht nur Freunde. Zugleich war sie aber auch einer der innovativsten Schulärztinnen, wenn sie bei den Untersuchungen der Kinder die Anwesenheit der Eltern einforderte, mit ihnen sprach und auch in den Schulen die Benutzung einer Zahnbürste mit einem gewissen Drill den Kindern beibrachte. Sie dehnte ihre medizinische Inspektion auch auf Vorschulkinder aus und setzte sich für Milchgetränke in Schulen ein, lange bevor dies zur Regierungspolitik wurde.
1919 führte Elizabeth die ersten Gesundheitscamps in Neuseeland ein. Am 25. November 1919 versammelte sich eine Gruppe von 55 Kindern in einem Camp in dem kleinen Ort Turakina im Rangitikei District und verbrachte dort drei Wochen unter der Aufsicht von Elizabeth, von Schulschwestern und von angehenden Lehrern. Elizabeth behauptete, dass sie mit minimalen Mitteln und ausreichender Kontrolle die Gesundheit unterernährter Kinder dauerhaft verbessern könne. Die beeindruckende Gewichtszunahmen wurde nach Abschluss des Camps als Beweis für Elizabeths Erfolg angesehen. Weitere Camps sollten folgen und das letzt seiner Art, das von Elizabeth geführt wurde, fand 1930 auf der Awapuni-Rennbahn in Palmerston North statt.
1937 übernahm Elizabeth die Leitung der Abteilung für Schulhygiene des Gesundheitsamtes. Sie war weniger diplomatisch als ihre Vorgängerin und neigte mehr dazu zu dirigieren als zu überzeugen. Ihre Art trug auch wenig dazu bei gute Beziehungen zu ihren Mitarbeitern und zu den Schulen im Lande zu haben und zu fördern. 1940 schied sie aus dem öffentlichen Dienst aus, setzte aber ihr Engagement in der Praxis weiter fort, auch besonders in dem Bereich der Kinderheilkunde. 1951 wurde sie für ihre Arbeit mit dem Member of the Most Excellent Order of the British Empire (MBE) geehrt.
Elizabeth Catherine Gunn verstarb am 26. Oktober 1963 im Ranui Rest Home in Wellington.

## Ehrungen
- 1951 – Member of the Most Excellent Order of the British Empire (MBE)[4]